# Téo José
Teocles José Brocos Auad, conocido como Téo José (Goiânia, 29 de julio de 1963) es un comentarista deportivo brasileño. Trabajó en Rede Manchete, SBT y RedeTV!. Actualmente trabaja en Rede Bandeirantes y Radio Jovem Panamericana

## Biografía
Comenzó su carrera en la Radio en Goiás, en las radios RBC FM y Araguaia, hoy transformada en CBN. Su carrera televisiva comenzó en la cadena TV Serra Dourada, Afiliada a la cadena SBT, en 1992. un año más tarde, se trasladó a la Rede Manchete e hizo la primera temporada de la CART en esa cadena. En la Band narra la Fórmula Truck y el fútbol. En la Jovem Panamericana narra la Fórmula 1 y en la Radio 730 hace participaciones esporádicas.
En 1995, se trasladó a SBT a narrar las carreras de CART y también los partidos de fútbol que la estación transmisora paulistana ofrecía. CART en la SBT estuvo hasta el año 2000. Teo José volvería a narrar la Champ Car (sucesora de la CART) en 2004 en la RedeTV! Desde el año 2007 ha estado narrando las carreras de Indy Racing (IndyCar) por la Rede Bandeirantes de Televisión. Teo también pasó por la PSN, el canal de cable de deportes en los años 2000 y 2001, a vivir con su familia en los EE. UU.
Tuvo 100 carreras de la IndyCar narradas, en su currículo y se transmite en la mayoría de lugares. Estaba en las 500 millas de Indianapolis  en la victoria de Emerson Fittipaldi en 1993. También hizo los mundiales de Francia 1998 y Sudáfrica 2010, y los Juegos Olímpicos de Atlanta 1996. También narra las transmisiones del Festival Folclórico de Parintins, en la Rede Bandeirantes.
Se lo reconoce por los espectadores por la frase "¡no pierde más!" antes de anunciar el ganador de la competencia. Sin embargo en ocasiones la afirmación se incumplió, por ejemplo en las 500 Millas de Michigan de 1999, cuando Max Papis se quedó sin combustible en la última curva y Tony Kanaan logró su primer triunfo. La carrera se iba a emitir en diferido, pero el relator insistió a los productores de no regrabar el segmento.

## Vida personal
Actualmente, está casado con Telma Cristina, con quien tiene un hijo, Alessandro (el nombre es un homenaje al piloto italiano Alessandro Zanardi). Aunque más trabaja en São Paulo, sigue viviendo en Goiânia, a pesar de que se informó en la prensa que el locutor se desplazaba a São Paulo.